# Michel Stievenard
Michel Stievenard (* 21. September 1937 in Waziers, Département Nord) ist ein ehemaliger französischer Fußballspieler.

## Vereinskarriere
Die Profikarriere des athletischen, schnellen und torgefährlichen Linksaußen, dem es allerdings an einer Spur Selbstsicherheit mangelte, begann in der Saison 1954/55 beim Erstdivisionär RC Lens; Stievenard war zu diesem Zeitpunkt erst 17 Jahre alt und bestritt genauso viele Punktspiele. Endgültig Stammspieler war er aber erst ab 1956/57, als die Nordfranzosen zum zweiten Mal in Folge Vizemeister wurden. In seinen sieben Jahren beim Racing Club blieben dies seine besten Ligaplatzierungen. Auch im Pokalwettbewerb gelang Stievenard kein Titelgewinn; lediglich 1958 stand er im Halbfinale, das dann aber gegen Stade Reims mit 1:2 verloren ging. Dabei war die Mannschaft gerade in der Offensive mit Maryan Wisnieski und Egon Jönsson sowie später Ahmed Oudjani stark aufgestellt, hatte mit Xercès Louis und Guillaume Bieganski aber auch routinierte Abwehrkämpfen sowie zeitweise mit Bernard Chiarelli einen technisch versierten Außenläufer in ihren Reihen.
1961 verließ er seine Heimatregion und spielte weitere sieben Jahre für den SCO Angers, der allerdings außer 1966/67 – Ligadritter, wenn auch deutlich distanziert von der AS Saint-Étienne und dem FC Nantes – stets nur im Tabellenmittelfeld platziert war und auch personell als eine „graue Maus der Division 1“ galt; Michel Stievenards bekannteste Mitspieler dort waren der Außenläufer Kazimir Hnatow sowie die Innenstürmer Stéphane Bruey und Claude Dubaële. Auch im Pokal langte es nur zu zwei Halbfinalteilnahmen (1962 und 1966). Der Angreifer tauchte immerhin in seiner ersten Saison für Angers mit 15 Treffern auf Rang 9 der Torjägerliste auf. Mit dem Abstieg des SCO in die Division 2 (1968) endete Stievenards Karriere nach über 400 Spielen und mehr als 100 Treffern in der höchsten Liga. Wo er, der zu diesem Zeitpunkt erst 30 Jahre alt war, anschließend noch gespielt hat, ist bisher nicht zu ermitteln.

### Stationen
- Racing Club de Lens (1954–1961)
- Sporting Club de l'Ouest Angers (1961–1968)

## In der Nationalmannschaft
Michel Stievenard bestritt im Juli 1960 2 A-Länderspiele für Frankreich; ein Treffer gelang ihm dabei nicht. Nationaltrainer Albert Batteux hatte ihn in das französische Aufgebot zur ersten Europameisterschaftsendrunde berufen und dort sowohl im Halbfinale (4:5 gegen Jugoslawien) als auch im Spiel um den dritten Platz (0:2 gegen die ČSSR) eingesetzt – allerdings als Halblinker, was nicht Stievenards aus dem Verein gewohnter Position entsprach, weil auf Linksaußen Jean Vincent gesetzt war.

## Palmarès
- Französischer Vizemeister 1956, 1957
- Französischer Pokalhalbfinalist 1958, 1962, 1966
- 2 A-Länderspiele (kein Treffer) für Frankreich; EM-Teilnehmer 1960
- 405 Spiele und 106 Tore in der Division 1, davon 170/43 für Lens, 235/63 für Angers[5]